# Santa Barbara, Iloilo

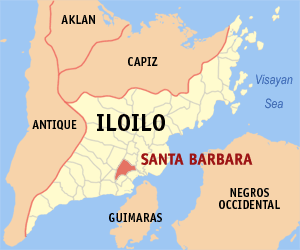
Bản đồ Iloilo với vị trí của Santa Barbara

Santa Barbara là một đô thị hạng 3 ở tỉnh Iloilo, Philippines. Theo điều tra dân số năm 2000 của Philipin, đô thị này có dân số 46.076 người trong 8.821 hộ.

## Các đơn vị hành chính
Santa Barbara được chia ra 60 barangay.
| - Agusipan - Agutayan - Bagumbayan - Balabag - Balibagan Este - Balibagan Oeste - Ban-ag - Bantay - Barangay Zone I - Barangay Zone II - Barangay Zone III - Barangay Zone IV - Barangay Zone V - Barasan Este - Barasan Oeste - Binangkilan - Bitaog-Taytay - Bolong Este - Bolong Oeste - Buayahon | - Buyo - Cabugao Norte - Cabugao Sur - Cadagmayan Norte - Cadagmayan Sur - Cafe - Calaboa Este - Calaboa Oeste - Camambugan - Canipayan - Conaynay - Daga - Dalid - Duyanduyan - Gen. Martin T. Delgado - Guno - Inangayan - Jibao-an - Lacadon - Lanag | - Lupa - Magancina - Malawog - Mambuyo - Manhayang - Miraga-Guibuangan - Nasugban - Omambog - Pal-Agon - Pungsod - San Sebastian - Sangcate - Tagsing - Talanghauan - Talongadian - Tigtig - Tungay - Tuburan - Tugas - Barangay Zone VI |

## Radio & Television Station
- 103.9 Hot FM
- List of Radio & Television Station in Iloilo